# Гарлі Фленаган
Гарлі Фленаган (англ. Harley Flanagan; нар. 1968, Нью-Йорк) —  американський музикант, автор пісень та співзасновник, басист, вокаліст, Cro-mags — впливового хардкор-панк гурту 1980-х років. Харлі, будучи 12-ти річним хлопцем, почав свою кар'єру ударником у гурті The Simulator.
У дев'ятирічному віці він опублікував свою першу поетичну збірку, передмову до якого написав відомий поет-бітник і друг сім'ї Фленаганів Аллен Гінзберг.
У липні 2012 року Фленаган перед виступом Cro-Mags в клубі CBGB завдав ножові поранення двом з учасників групи і вдарив одного з них. Музиканти, які отримали ножові поранення і сам Фленаган були госпіталізовані. Фленагану також були пред'явлені звинувачення.